# Partidul Democrației Sociale din Moldova
Partidul Democrației Sociale (PDS) a fost o formațiune politică de centru-stînga din Republica Moldova, creată în aprilie 2006 de un grup de deputați, în frunte cu ex-premierul Dumitru Braghiș, care s-au desprins de la Alianța "Moldova Noastră". În decembrie 2007 PDS a fuzionat cu Partidul Social Democrat.